# 조니 5 파괴 작전
《조니 5 파괴 작전》(영어: Short Circuit)은 미국에서 제작된 존 배덤 감독의 1986년 SF 코미디 영화이다. 앨리 시디 등이 출연하였고, 데이비드 포스터 등이 제작에 참여하였다.
1988년 속편 《조니 5 파괴 작전 2》가 개봉하였다.

## 출연진
- 팀 블레이니
- 앨리 시디
- 스티브 구튼버그
- 피셔 스티븐스
- 오스틴 펜들턴
- G. W. 베일리
- 브라이언 맥너마라
- 존 배덤
- 캠 클라크

## 기타 제작진
- 제작 감독: 그레그 챔피언
- 공동 제작: 데니스 존스
- 협력 제작: 게리 포스터
- 배역: 제인 파인버그, 마이크 펜턴, 주디 테일러
- 미술: 다이앤 웨이저
- 세트: 개릿 루이스